# 손책
오 장사환왕 손책(吳 長沙桓王 孫策, 175년 ~ 200년 음력 4월)은 중국 후한 말의 군웅이자 동오의 추존 군주이다. 자는 백부(伯符)이며 양주 오군 부춘현(富春縣) 사람이다.
손견의 장남이자, 대제 손권(孫權)의 형이다. 손견 사후 어린 나이에도 불구하도 강동의 호걸들을 불러모아, 강동을 정벌하여 오나라의 기반을 닦아 소패왕이라 불렸으며, 198년 조조와 원술과의 교전 중 조조를 도와 그의 천거로 토역장군(討逆將軍)의 칭호와 함께 오후(吳侯)의 작위를 받았다.
손책은 미모가 어마어마했으며 당대 최고의 미남이었다. 그래서 손랑(孫郞)이라는 별칭으로 불리었다. 그 미남으로 유명한 주유조차 손책의 미모를 보고 감탄했을 정도였다. 배잠(裴潛)은 손책은 인망이 높았고 무력이 있었으며 강동의 비옥한 땅과 물자가 넘쳐 그 어떤 군웅과 견주어도 만만치 않은 권력을 갖고 있었다 평했다.

## 생애 초반
《삼국지》손파로토역전에 따르면, 손견이 처음 의병을 일으켰을 때, 손책은 어머니를 모시고 서(舒)에 살면서 주유와 함께 벗이 되었고, 사대부를 모아 합하여 장강과 회하 사이의 인심을 얻었다. 192년 손견이 죽자 곡아(曲阿)에 장사지내고, 강을 건너 광릉군 강도현에 살았다. 그러나 당시 광릉군이 속해있던 서주목 도겸이 달가워 하지 않아 어머니를 모시고 다시 곡아로 옮기고, 외숙 단양태수 오경에게 나아가 수백 명의 군사를 모았다.
흥평 원년(194년), 원술을 따랐다. 원술은 손책을 기이히 여기고 옛 손견의 부곡을 손책에게 돌려 주었다. 당시 태부 마일제가 절을 가지고 강동을 안정시키고자 수춘에 있었는데, 손책을 예로써 부르고 표를 올려 회의교위로 임명했다. 원술의 대장 장훈과 교유가 손책에게 마음을 기울여 공경했고, 원술도 손책 같은 자식이 있으면 죽어도 한이 없으리라며 탄식했다.
원술은 처음에는 손책을 구강태수로 임명한다고 했으나, 어찌된 일인지 진기로 바꾸었다. 이후 여강태수 육강이 원술의 군량요구를 묵살하자 원술은 육강을 토벌하고 그 땅을 차지하기로 결정하고 손책에게 육강을 치면 여강태수를 줄 것을 약속했다. 일찍이 손책이 육강을 만나고자 했을 때 본인이 아니라 자기 밑에 신하인 주부로 대신 만나게 했으므로 손책은 자신을 무시하였다고 여겨 그 원한이 있는 터였기에 이를 승낙하고 출정하였다. 그러나, 막상 손책이 육강을 무찌르자, 유훈으로 여강태수를 삼았으므로 손책은 실망하여 이대로 밑에 있다가는 사나이로써의 큰 뜻을 이룰 수 없음을 깨닫고 독립하기로 마음먹는다.

## 강동 정벌
원술이 육강을 치는 등 조정에서 임명한 지방 관리들을 무찌르고 양주를 점거해 가자, 원술이 임명한 단양도위 손분과 단양태수 오경 수하에 놓여 있던 후한이 임명한 양주자사 유요가 원술에게 저항하여 장영을 당리구로, 번능과 우미를 횡강진으로 보내 원술의 침략을 저지하고 손분과 오경을 단양에서 쫓아냈다. 두 사람은 물러나 역양에 주둔했다. 원술은 혜구(惠衢)를 양주자사로 임명하고 손분과 오경에게 병사를 주어 유요를 정벌하게 했으나, 해가 지나도록 이기지 못했다. 손책은 원술을 설득하여 오경 등을 도와 강동을 평정시키기를 구했고, 원술은 표를 올려 손책을 절충교위로 임명하고 진구장군을 대리하게 했다.
손책은 병사 천여 명을 거느렸으며, 역양에 도착하자 그 숫자는 5, 6천여 명이 되었다. 손책은 오경,손분과 협력하여 횡강진의 번능과 우미를 무찔렀다. 그리고 서곤 어머니의 계책을 받아들여 임시로 떼와 배를 이용해 강을 건너 당리구의 장영까지 격파했다. 이때는 아직 흥평 원년이었다.
이듬해(흥평 2년, 195년)에는 우저의 유요 진영을 공격하여 양곡과 군수품을 얻고, 말릉성을 공격했다. 당시 설례와 착융이 서로 협력하여 설례가 성을 지키고 착융은 남쪽에 주둔했다. 손책은 먼저 착융을 공격하여 무찔렀고, 착융은 성으로 들어가 나오지 않았다. 한데 설례가 갑자기 번능, 우미와 협력하여 성을 버리고 나와 우저를 습격하여 재점령했다. 손책은 번능을 공격하여 무리 1만 명을 사로잡고, 다시 착융을 공격하다가 넓적다리에 화살을 맞았다. 이에 잠시 물러났는데, 어떤 자가 “손책이 죽었다.”고 하니 착융이 기뻐하며 부장 우자(于慈)로 하여금 추격하였다. 그러나 함정이었고 복병에게 기습을 당하여 1천 명이 죽었다. 손책은 착융에게 자신이 멀쩡히 살아 있음을 과시하였고, 착융은 두려워 성을 굳게 지키고 나오지 않았다.
손책은 착융의 주둔지가 견고하다고 여겨 내버려두고 해릉에서 유요의 별장을 격파하고, 호숙과 강승을 항복시켰다. 마침내 곡아로 진입하자 유요는 군대를 버리고 달아나, 팽택에 주둔하다가 예장으로 옮겼다. 손책은 주유에게 단양을 지키게 하고, 주치에게는 오군으로 나아가게 하고, 자신은 회계를 공격했다. 회계태수 왕랑은 손책의 침략에 맞서 성을 지키겠다는 결의로 맞서 싸워, 고릉에서 손책을 저지했다. 손책은 여러 차례 강을 건너 싸웠으나 이길 수 없었다. 숙부 손정이 왕랑을 직접 공격할 것이 아니라 요충지 사독을 먼저 점거하도록 진언하자, 손책은 이를 따라 왕랑을 속이고 사독 길로 나아가 고천둔을 습격했다. 왕랑은 크게 놀라 옛 단양태수 주흔 등을 파견했으나, 손책은 이를 무찌르고 주흔을 베었다. 왕랑은 패배하여 바다에서 표류하다 동야까지 이르렀는데, 손책은 동야까지 왕랑을 추격하여 격파하였다. 손책은 왕랑을 문책하여 쫓아내고, 회계를 평정했다.
회계를 평정한 후 손책은 오군으로 왔다. 이미 주치는 오군태수 허공을 격파했으며, 허공은 오군의 호족 엄백호에게 의탁했다. 손책은 오정 사람 추타(騶他), 전동(錢銅), 가흥 사람이며 전(前) 합포태수 왕성(王晟) 등의 무리를 모두 격파했다. 아버지와 친교가 있던 왕성의 일족들을 어머니의 반대에도 불구하고 모조리 주살했다. 그리고 엄백호를 공격했다. 엄백호는 아우 엄여에게 화의를 요청하게 했는데, 손책은 창으로 엄여를 죽였다. 이를 들은 엄백호는 두려워하여 허소에게로 달아났고, 손책은 허소의 의로움을 존중하여 공격하지 않았다.

## 원술에게서 독립하다
손책은 강동을 평정하고, 지방관을 모조리 바꾸어 자신을 회계태수, 주치를 오군태수, 오경을 단양태수, 손분을 예장태수로 삼았다. 또 예장군을 나누어 여릉군을 신설하고, 손보(孫輔)를 여릉태수로 삼았다.
이 때 원술이 칭제했기 때문에 손책은 원술과 대립하였고, 원술이 임명한 단양태수 원윤(袁胤)을 서곤을 파견해 쫓아냈다.
이후 원술이 황제를 칭하자, 손책은 원술을 꾸짖는 편지를 보내고 절교했다. 건안 3년(198년), 조조는 표를 올려 손책을 토역장군으로 임명하고 오후로 봉했다. 《강표전》에 따르면 기도위를 주고 오후로 삼았으며 회계태수를 겸하게 했다. 손책은 사신을 보내 방물을 진헌하되, 건안 원년(196년)에 올린 것의 배가 되도록 했다. 건안 3년(198년) 조조와 원술과의 교전 중 조조를 도와 그의 천거로 토역장군(討逆將軍)의 칭호와 함께 오후(吳侯)의 작위를 받았다.
건안 4년(199년) 원술이 죽자 유훈이 원술의 잔당을 규합하고 유엽(劉曄)이 쳐 얻은 정보(鄭寶)의 세력까지 얻어 강력한 세력을 형성하였다. 손책은 유훈을 꾀어 거짓으로 동맹을 맺고, 상료를 치도록 권했다. 식량이 부족한 유훈은 이 꾀임에 넘어갔다. 《강표전》에 따르면 손책은 이때 황조(黃祖)를 토벌하러 가다, 유훈이 상료를 쳐 이기지 못했음을 듣고 빈 유훈의 거점 환성을 습격하여 점령하고 원술의 유족과 유훈의 처자식을 사로잡았다. 유훈은 팽택으로 회군하다 손분과 손보의 공격을 받고 달아나 기수로 가서 황조에게 원군을 요청했다. 황조는 아들 황역(黃射)에게 수군 5천을 파견하여 유훈을 구원하게 했으나, 손책은 황역의 원군이 오기 전에 유훈을 격파해 황역은 달아났다. 유훈은 조조에게로 달아났고, 손책은 황조를 공격하였다. 유표의 조카 유호(劉虎)와 한희(韓晞)가 유표에게서 파견되어 황조의 선봉을 맡았는데, 손책은 이들을 무찔렀다.
황조와 유훈을 격파하고 돌아오던 중 예장을 지나쳤다. 이미 양주자사 유요는 죽고 없으며, 예장태수 화흠(華歆)은 겨우 스스로 지키고 있을 뿐이고, 단양 사람 동지(僮芝)가 예장군의 일부를 점거하고 스스로 여릉태수를 칭하고 있었으며 파양 지방도 화흠의 통치를 따르지 않았다. 손책은 예장태수 화흠을 상객으로 대우하고, 종형 손분으로 예장태수를 삼고 손분의 아우 손보까지 딸려 예장을 위임했으며, 손분 형제가 예장을 평정하자 손보를 옛 동지가 가지고 있던 여릉태수로 삼았다. 한편 유요의 유족들을 거두었다. 유요의 맏아들 유기(劉基)는 오나라의 중신이 되어, 후에 대사농이 되었다.

## 말년
그러나 손책이 조조에게 대사마를 요구하였는데 조조가 거절하여, 두 세력의 사이는 냉소적으로 변하였다. 200년 조조와 원소(袁紹)가 관도에서 결전을 준비하고 있을 때 손책은 허(許)를 기습, 헌제(獻帝)를 옹립하려 하였으나 그 계획을 실행에 옮기기 직전 헌제에게 가던 오군태수 허공의 사신을 붙잡았다. '손책은 항적과 비길만 한 효웅으로 마땅히 중히 여겨 조서를 내려서 경읍으로 불러와야 하는데, 만약 외진에 그대로 두면 두고두고 세상의 걱정거리가 될 것입니다'라는 내용의 편지를 갖고 가던 사신이 손책에게 잡힌 것인데 손책의 불같은 성격에 허공이 용서받을 리가 없었다. 결국 손책은 허공을 거짓으로 청하여 만나고 무사를 시켜 허공을 교살했으며 이에 앙심을 품은 허공의 식객 허소(許昭)는 어느 날 손책이 홀로 사냥을 나갔을 때 습격했으나 손책에게 살해당했다. 그러나 이때 손책은 기습을 당한 탓에 중상을 당했고 생명이 위독했다. 뒤늦게 달려온 정보(程普)가 손책을 진중으로 데리고 가 치료하도록 조치를 취해서 손책은 일단 생명은 건졌다.
상처를 입은 후 손권을 불러 이르길,
"강동의 병력을 이끌어 결단을 내려 천하의 영웅들과 다투는 것은 너가 나만 못하지만, 현인을 선발하고 능력있는 자를 등용하여 강동을 지키는 것은 내가 너만 못하다."고 했다. 이후 밤이 되자 죽었고, 사망 당시 손책은 불과 26세였다.
사망 경위에 대하여 삼국지 배송지주에서 인용된 《오력》에 따르면, 상처를 입어 요양 중인 손책이 거울을 가져다 비춰보고 좌우에 말하길 “내 얼굴이 이와 같은데, 아직도 다시 공을 세우고 대업을 이룰 수 있겠는가?”라 했다. 책상을 치고 크게 분격하니, 상처가 모두 파열되어 그날 밤에 죽었다고 한다. 또한 삼국지 배송지주에서 인용된 《수신기》에 따르면, 손책이 우길(于吉)을 죽이고 난 이후 우길이 주변에 있는 듯이 바라보니 손책이 점차 평소의 모습을 잃게 되었고, 거울에 자신을 비춰봤는데, 거울에 우길이 있는 것을 보고 돌아보면 아무것도 보이지 않았다고 전한다. 손책은 거울을 깨뜨리고 고함을 질렀고 이후 상처가 모두 터져 얼마 안되어 죽었다고 한다.
사후, 손권이 제위에 오르자 장사환왕(長沙桓王)으로 추증되었다.

## 《삼국지연의》에서의 손책
《삼국지연의》에서 손책은 원술에게 옥새를 담보로 남기고 군사를 빌려 강동의 정벌에 나가는 것으로 묘사된다.
말년의 손책은 양주의 도사 우길의 도술이 망령된 것이라 하여 우길을 죽였고, 우길의 혼령이 손책을 괴롭히다가 결국 손책이 사냥 중 허공의 식객에게 공격받아 중상을 입은 후 우길의 망령에 시달려 죽임을 당한 것으로 나와 있다. 이는 삼국지 배송지주에서 인용된 《수신기》의 기록에 근거하고 있다.

## 평가

### 당대의 평가
당대에는 어린 나이에 강동을 평정함으로써, 세간에서 손책을 항우에 비견하여 소패왕이라고 불러, 천하가 두려워하였다고 한다. 조조도 손책의 성장을 경계하였는데, 오직 곽가만은 "손책이 강동을 병합한 후 주살한 자들이 모두 사력을 다할 영웅호걸임에도, 손책은 경솔하게도 방비를 견고하게 하지 않으니, 백만의 군세를 거느린들 하더라도 홀로 중원으로 향하는 것과 다를 것이 없다. 자객은 손책 한 명만 상대하면 되므로, 손책은 필부의 손에 죽을 것이다."라고 손책의 죽음을 예견한 바 있다. 본성은 장훈이 손책을 나이가 어림에도 불구하고 존경할 정도로 훌륭한 인품을 지녔으나 문제는 손책이 한번 분노하면 누구도 그 분노를 잠재울 수가 없었다는 점이다. 엄백호의 동생 엄여가 손책에게 화친을 청하러 갔을 때 엄여는 칼이 두려워 그랬다고 변명하자마자 손책은 아무 망설임 없이 수극으로 엄여를 살해했을 정도였다.

### 진수의 평가
삼국지의 저자 진수는 손책이 걸출한 영기를 갖추어 그 용맹함과 민첩함을 그의 장점으로 꼽으면서, 손책이 뛰어난 인물을 등용해 중원을 넘볼 뜻을 품었으나, 경솔함과 성급함으로 인해 자기 자신을 망쳤다고 평했다.

## 기타
여범과의 기보가 현전하는 가장 오래된 기보로서 《망우청락집》에 수록되어 있다. 다만 이는 위작이다.

## 손책을 섬긴 사람들
| - 능조 - 동습 - 송겸 - 여범 - 오경 | - 우번 - 장굉 - 장소 - 장흠 - 등당 | - 정보 - 주유 - 주치 - 주태 - 진무 | - 태사자 - 하제 - 한당 - 화흠 - 황개 |

## 가계
※ 손강 · 손정의 계보는 각 항목을 참조할 것.

## 같이 보기
- 삼국지 인물 목록